# Pont Thê Húc
El pont Thê Húc (en vietnamita: Cầu Thê Húc), és una passarel·la sobre el llac Hoàn Kiếm dins de Hanoi, Vietnam.

## Història
En 1865, durant el regnat de Tự Đức, l'erudit Nguyen Van Sieu va encarregar un pont que connectés la riba del riu amb el Temple de la Muntanya de Jade (en vietnamita: Đền Ngọc Sơn). Ho va anomenar «Thê Húc» (que significa "una gota de llum descansa" o "condensació de l'aura").
El pont ha estat reconstruït per complet en dues ocasions des de la seva construcció. La primera vegada va ser en 1897, durant el regnat de Thành Thái. La segona vegada es va iniciar en 1952, sota el mandat del llavors alcalde Tham Hoang Tin, després que el pont s'esfondrés en la vespra d'Any Nou a causa d'un excés de visitants al Temple de la Muntanya de Jade. Sota la supervisió de l'arquitecte Nguyen Ba Lang, el pont va ser reconstruït en 1953, amb els fonaments refosos en ciment en lloc de fusta.

El pont en 1884 pel Dr. Hocquard

El pont Thê Húc també va ser incendiat en 1887 en un acte intencionat. Durant el seu domini colonial, els francesos van assignar el Temple de la Muntanya de Jade com a residència d'un mandarí francès i van prohibir el culte en el lloc. En desafiament, dos estudiants, Nguyen Van Minh, de disset anys, i Duc Nghi, de catorze, van conspirar per a cremar el pont. L'incendi va espantar els francesos prou com perquè es retiressin d'aquest temple, així com perquè es retiressin les tropes franceses estacionades en el temple de Tran Quoc, la pagoda de Chau Long i la casa comunal del poble de Ien Phu. No obstant això, quan es va descobrir el complot, Minh va ser arrestat, empresonat, exiliat i finalment executat en 1888 a l'edat de 18 anys.
Es creu que va ser fotografiat per primera vegada per Charles-Édouard Hocquard, que va captar el pont en el seu estat del segle xix entre 1884 i 1885.

## Descripció
El pont consta actualment de 15 obertures amb 32 pilars rodons de fusta disposats en 16 parells. El tauler del pont està pavimentat i les baranes de la superfície estan pintades de vermell fosc, amb les paraules Thê Húc daurades. Tot i que continua sent sagrat en certa manera, en l'actualitat és molt visitat per un ampli ventall de vilatans i turistes que compren una entrada.

## Galeria

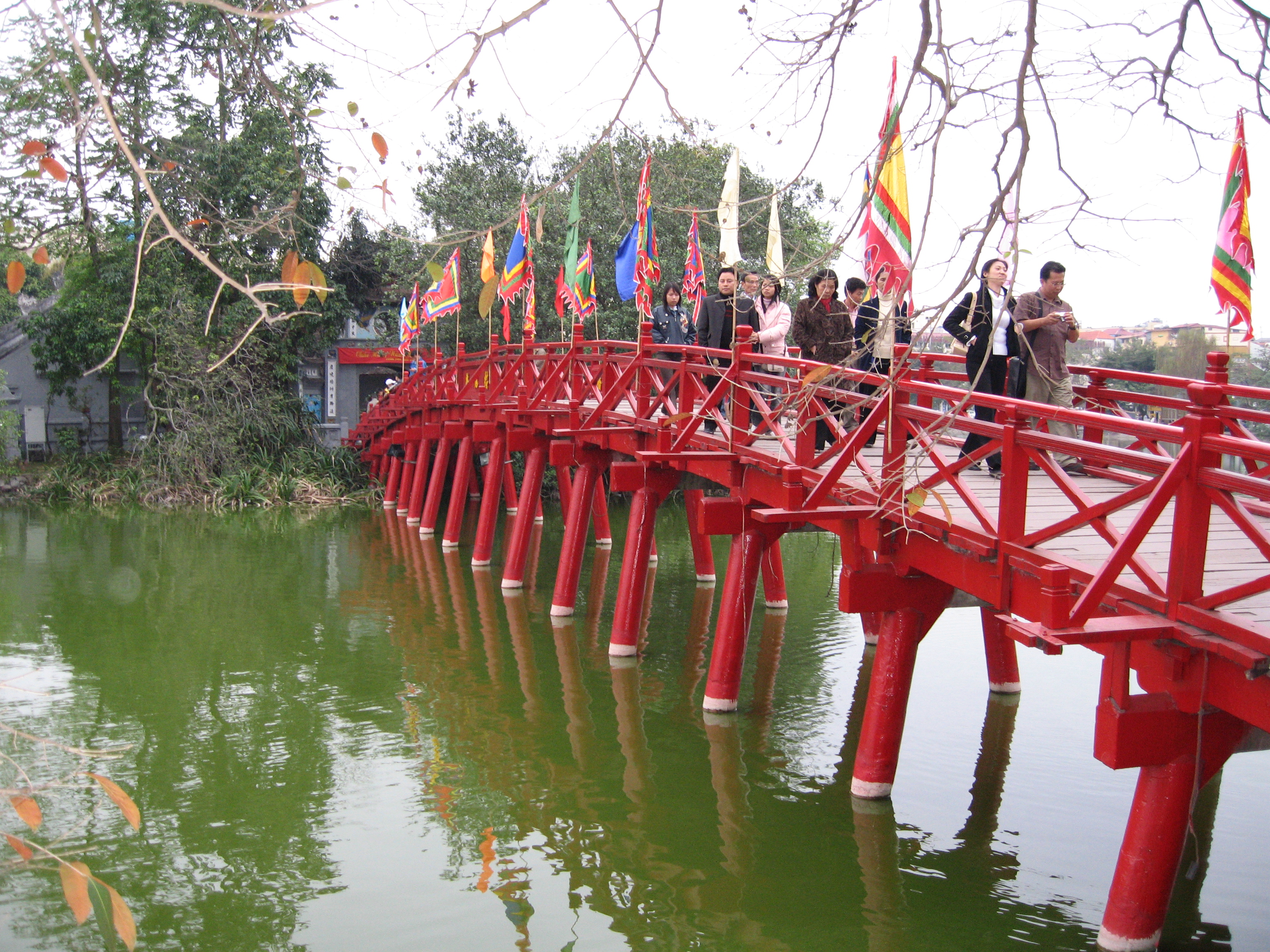
Pont d'entrada al temple amb banderes desplegades
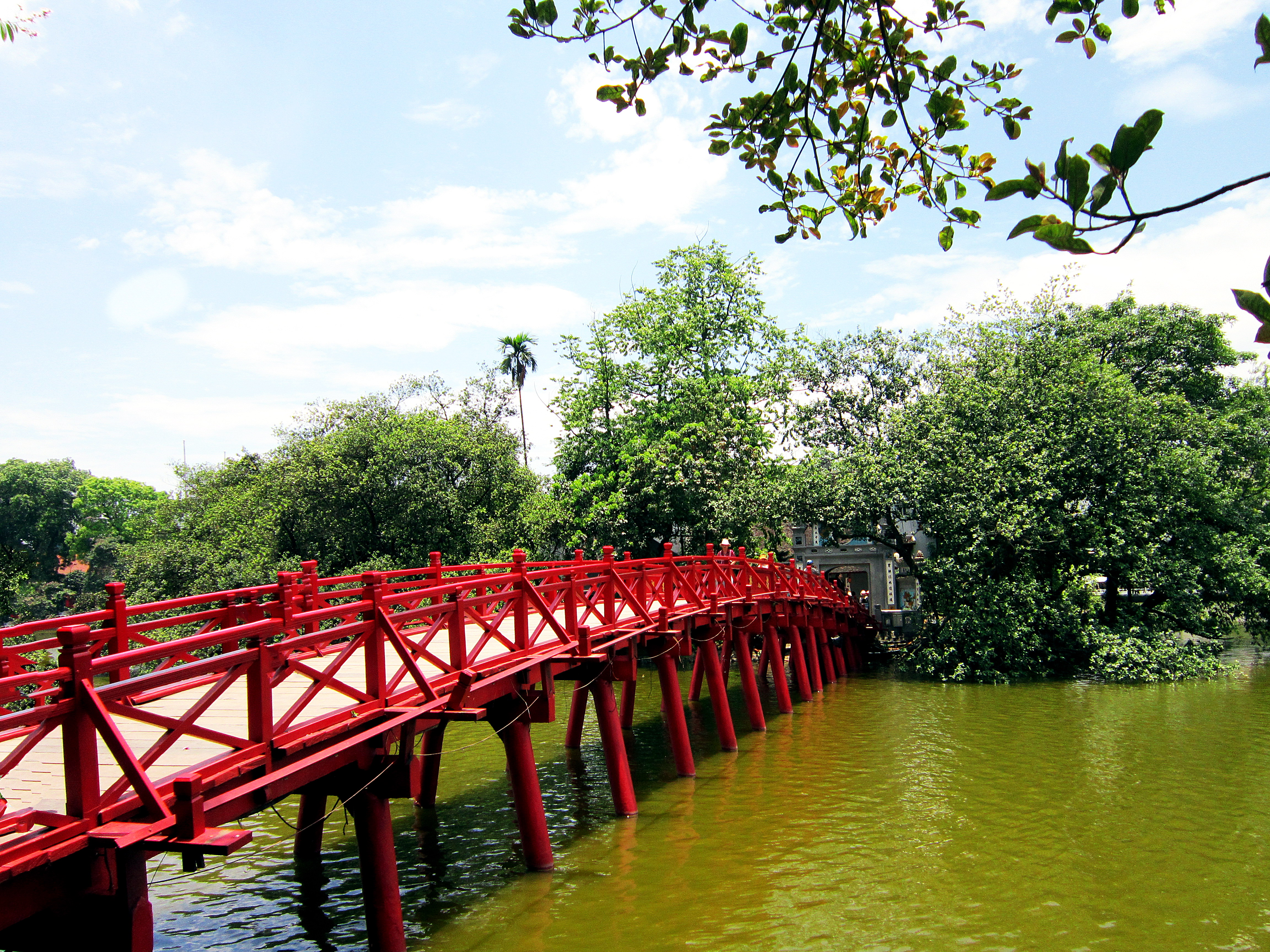
El pont
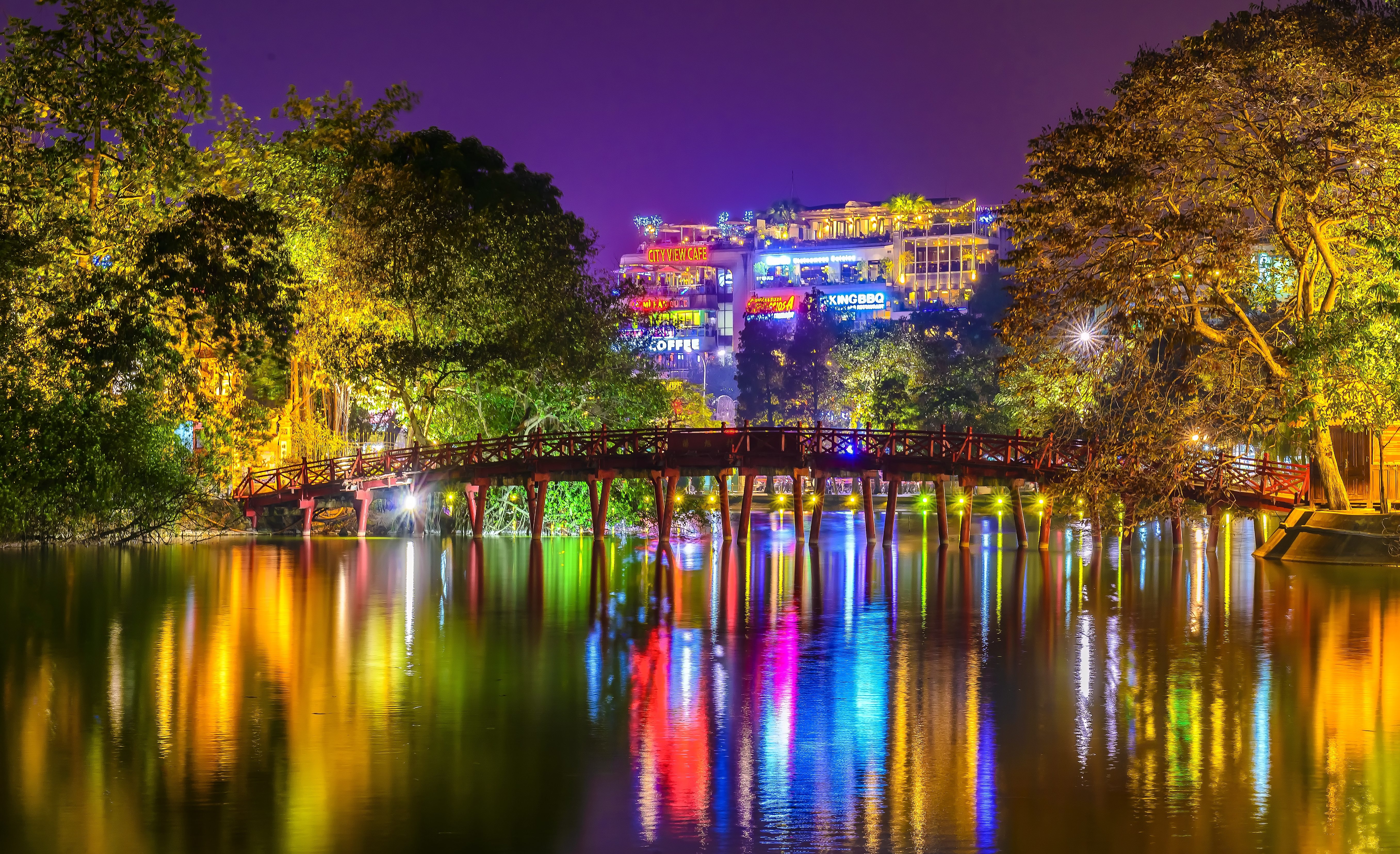
El pont de nit en 2015
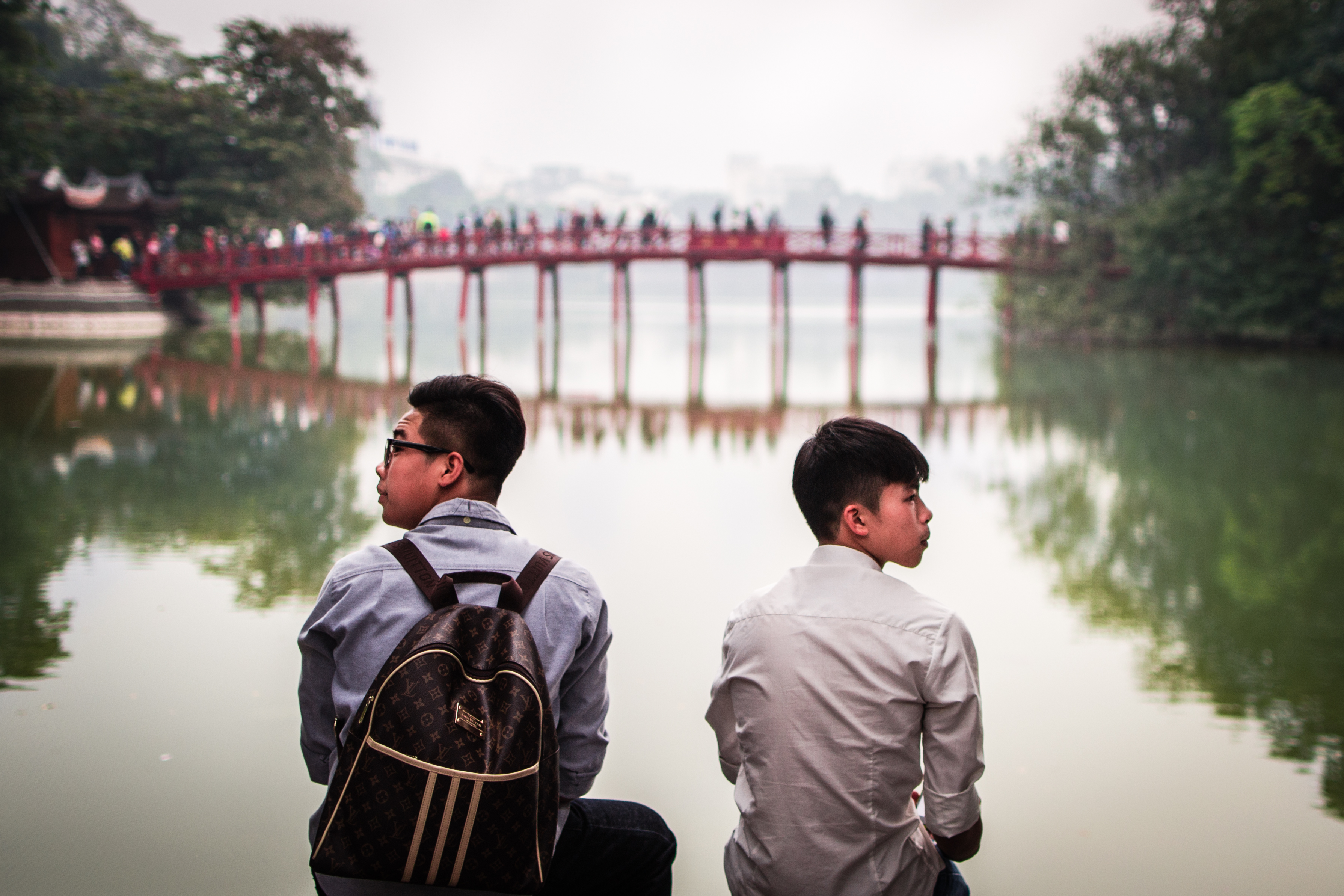
Estudiants en 2016 en la riba del llac a l'altre costat del pont